# The Outer Limits
The Outer Limits är en amerikansk science fiction-TV-serie, som sändes av American Broadcasting Company från 16 september 1963 till 16 januari 1965. The Outer Limits skapades av Leslie Stevens och är en antologiserie med fristående avsnitt, som ibland slutade med en plot twist. TV-serien jämförs ibland med Twilight Zone, även om The Outer Limits främst fokuserade på science fiction snarare än fantasy eller det övernaturliga.
En ny version av The Outer Limits sändes av Showtime och The Sci-Fi Channel åren 1995–2002.